# Ганнибал Мономах
Ганнибал Мономах (греч. Ἁννίβας Μονομάχος) — карфагенский военный деятель времён Второй Пунической войны, друг и один из подчинённых полководца Ганнибала Барки. Его эпитет «Мономах» означает «Тот, кто сражается в одиночку» или «Единоборец». 
Ганнибал Мономах находился в войсках Ганнибала Барки во время похода из Испании в Италию, и был известен своими пессимистическими прогнозами насчёт этого похода. Ганнибал Мономах, в частности, полагал, что карфагенская армия просто не сможет попасть в Италию, так как, при движении через Альпы, не будет иметь достаточного количества фуража и припасов, что приведёт к голоду, и, возможно, даже к каннибализму, и, соответственно, к снижению боеспособности войск. Однако, дальнейшее развитие событий опровергло это предположение. 
В связи со своими возражениями по поводу плана кампании Ганнибала Барки, он упомянут историком Полибием в IX книге его труда «Всеобщая история». 
Дальнейшая судьба Ганнибала Мономаха неизвестна.